# Adan Sowa

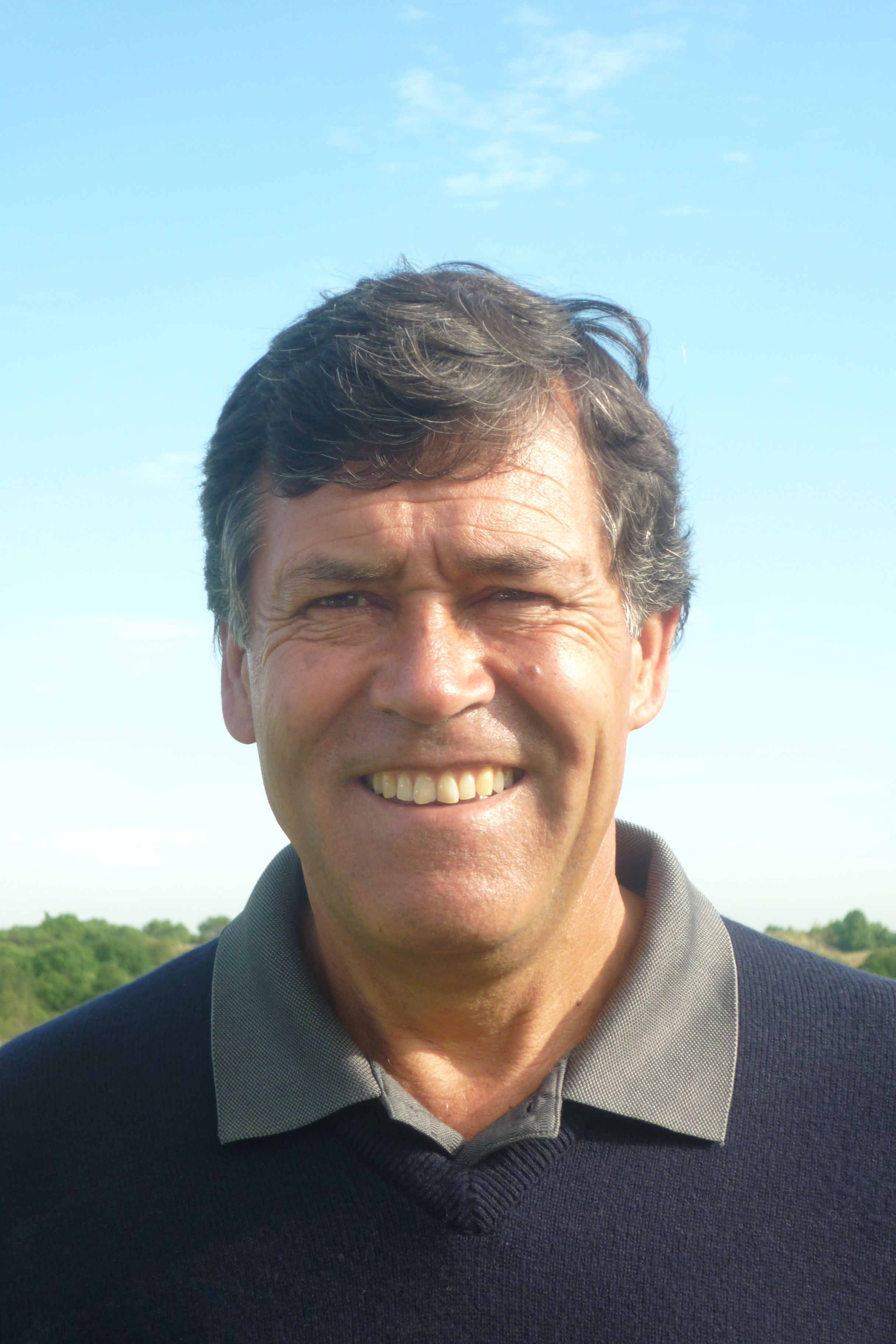
Dutch Senior Open 2010.

Adan Domingo Sowa (Buenos Aires, 14 augustus 1954) is een golfprofessional uit Argentinië. Hij speelt op de Europese Senior Tour.
Sowa werd in 1973 professional.
In 2005 begon Sowa op de Europese Senior Tour te spelen. Eind 2005 behaalde hij zijn spelerskaart voor 2006. Dat jaar behaalde hij bijna zijn eerste overwinning maar in de play-off van het Arcapita Senior Tour Championship in Brunei verloor hij van Gordon J. Brand.

In 2009 speelde hij maar één toernooi en verloor daardoor zijn speelrecht. Op de Tourschool eindigde hij daarna op de tweede plaats, achter John Harrison, dus in 2010 is hij weer terug op de Tour. Hij heeft in de eerste helft van dit jaar al drie top-5 plaatsen behaald.

## Gewonnen

### Argentijnse Tour
- 1978: Metropolitan Championship, Argentine Open
- 1979: Argentine PGA Championship
- 1982: Center Open, Abierto del Litoral, Ituzaingo Grand Prix
- 1983: Abierto del Litoral (tie met Jorge Soto), SHA Grand Prix, Vanguard Grand Prix, Argentine Open
- 1984: Ford Taunnus Grand Prix, Highland Park Grand Prix
- 1985: Pinamar Open
- 1986: Punta del Este Open (Uruguay)
- 1987: San Martin Grand Prix
- 1991: North Open (tie met Eduardo Romero), Jockey Club Rosario Open
- 1992: Abierto del Litoral

### Elders
- 1984: Rio de Janeiro Cup's (Brazilië)
- 1988: Porto Alegre Open (Brazilië)

### Senior
- 2004: Argentine Senior PGA Championship (tie met Horacio Carbonetti)

## Teams
- World Cup: 1979, 1982, 1983, 1985
- Alfred Dunhill Cup: 1986